# Pittsburgh Keystones (bejzbol)
Pittsburgh Keystones je bil bejzbolski klub, ki je leta 1922 deloval v ligi Negro National League. V svoji edini sezoni je klub zabeležil razmerje 16-21 in končal na šestem mestu. 